# Brian Jossie
Brian Jossie (Texas, 4 juli 1977) is een Amerikaans professioneel worstelaar die onder de ringnaam Abraham Washington bekend was in de WWE. Op 10 augustus 2012 was zijn WWE-contract afgelopen

## In het worstelen
- Finishers
  - The Business (Hangman's neckbreaker)